# CRELD2
CRELD2‏ (Cysteine rich with EGF like domains 2) هوَ بروتين يُشَفر بواسطة جين CRELD2 في الإنسان.